# Terme Sibarite
Le terme Sibarite sono una stazione termale situata nel comune di Cassano all'Ionio nelle vicinanze della villa comunale .

## Storia
Le prime notizie riguardanti queste terme risalgono già ai Sibari e ai romani nel VII secolo. Tra il XIX secolo e XVI secolo le acque di Cassano all'Ionio erano molto conosciute, non solo come stabilimento termico ma anche come sorgente di acqua potabile.
Nel 1817 sui resti delle terme furono costruite alcune costruzioni per l'utilizzo delle acque.Però solo nel 1822 l'Aceti un insegnante del Liceo di Catanzaro, seguito da Giovanni Terrano e dal collegio dei medici di Firenze che eseguirono un esame dove conobbero i componenti chimici di queste acque e le registrarono nel catalogo dell'Esposizione Nazionale L'edificio fu in seguito abbandonato e solo nel 1952 fu acquistato dalla Società per azioni Terme Sibarite che ordinarono di approfondire delle ricerche scientifiche che ne verificarono le proprietà benefiche delle acque erano dovute all'alto uso di zolfo. Fu riaperta solamente nel 1969, alla presenza di Francesco Principe.
Sul finire degli anni 1980 fu sede di una ristrutturazione. Il nome attuale prende spunto dall'antica città di Sibari. L'attuale presidente è Mimmo Lione.
Ancora oggi esistono alcuni resti nella città di Sibari e nel Museo archeologico nazionale della Sibaritide.